# Werderstraße 138 (Heilbronn)

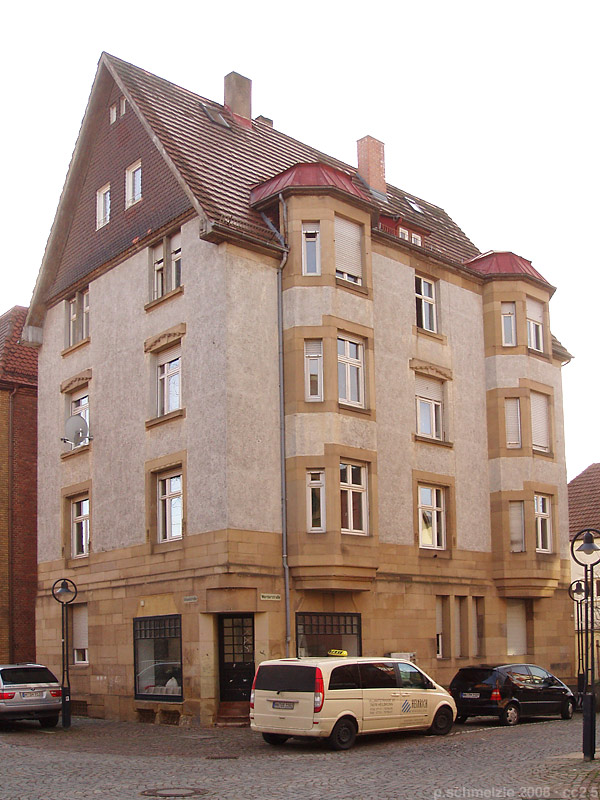
Haus Werderstraße 138 in Heilbronn

Das Wohnhaus Werderstraße 138  in Heilbronn ist ein denkmalgeschütztes Haus, das nach den Plänen der Architekten Emil Beutinger und Adolf Steiner aus Heilbronn im Jahre 1906 errichtet worden ist.

## Lage und Umgebung
Das Gebäude befindet sich an der Werderstraße, die früher die Mittelachse des historischen Arbeiterwohngebiets am Heilbronner Südbahnhof bildete. Entworfen wurde das Quartier im Jahre 1873  von Reinhard Baumeister, als er seinen Stadtbauplan für Heilbronn schuf. Die Werderstraße  wurde in den Jahren 1977–1981 verkehrsberuhigt.

## Beschreibung
Das Gebäude wurde für Karl Geiger, August Stadtler und Eugen Walz errichtet, die Arbeiter der Heilbronner Silberwarenfabrik Bruckmann waren. Das Haus konnte seinerzeit als modern und fortschrittlich gelten; so wurden damals bereits Bäder eingebaut. Bei der Gestaltung der Fassade wurde weitgehend auf historistische Dekorationselemente verzichtet; einige Fenster weisen geometrisierenden Schmuck auf. Verbindungen zum Heimatstil zeigen die in die Wandfläche integrierten polygonalen Erker sowie die verschindelte Giebelwand.

## Geschichte
1950 war das Haus im Besitz der Erben von Eugen Walz. Im Erdgeschoss befand sich die Lebensmittelhandlung von Margarete Gruber. 1961 war das Haus in den Besitz der Geschwister Zweygarth gelangt und die Lebensmittelhandlung gab es noch.